# Maasdriel
Maasdriel là một đô thị ở tỉnh Gelderland, phía đông Hà Lan.

## Các trung tâm dân cư
Alem, Ammerzoden, Hedel, Heerewaarden, Hoenzadriel, Hurwenen, Kerkdriel, Rossum, Velddriel, Well & Wellseind và khu định cư nhỏ hơn Wordragen.
Maasdriel đã được lập ngày 1 tháng 1 năm 1999 thông qua việc sáp nhập các đô thị Ammerzoden (including Well, Wellseind en Wordragen), Hedel, Heerewaarden, Maasdriel (Alem, Hoenzadriel, Kerkdriel and Velddriel) và Rossum (including Hurwenen). Đô thị Maasdriel cũ đã được gọi là "Driel" trước năm 1944.